# 松尾保司
松尾 保司（まつお やすじ、1918年（大正7年）9月28日 - 2015年（平成27年）5月9日 ）は、日本の銀行家。七十七銀行頭取を務めた。

## 来歴・人物
岐阜県出身。1942年に京都帝国大学経済学部を卒業後、日本銀行に入行。外為局調査役、高松、福岡各支店次長、青森支店長を歴任。
1965年10月、七十七銀行に迎えられ、常務に就任。1967年4月に専務、1972年4月に副頭取、1982年4月には頭取に昇格。1987年4月に常任相談役に退き、1992年4月に非常勤相談役。
2015年5月9日、誤嚥性肺炎のため死去。96歳没。